# Aldegunda Maria da Baviera
Aldegunda da Baviera (Munique, 17 de outubro de 1870 – Sigmaringen, 4 de janeiro de 1958), foi uma Princesa da Baviera, a segunda esposa do príncipe Guilherme e Princesa Consorte de Hohenzollern-Sigmaringen de 1915 até 1927. Era a segunda filha, a primeira menina, do rei Luís III da Baviera e de sua esposa, a arquiduquesa Maria Teresa da Áustria-Este.

## Casamento
Aldegunda casou-se com Guilherme de Hohenzollern, filho mais velho de Leopoldo, Príncipe de Hohenzollern e da infanta Antônia de Portugal, a 20 de janeiro de 1915 em Munique, Baviera, Alemanha. Eles não tiveram filhos.

## Titulo e estilos
- 17 de Outubro de 1870 – 20 de Janeiro de 1915: Sua Alteza Real Princesa Aldegunda da Baviera
- 20 de Janeiro de 1915 – 22 de Outubro de 1927: Sua Alteza Real a Princesa de Hohenzollern, Princesa da Baviera
- 22 de Outubro de 1927 – 4 de Janeiro de 1958: Sua Alteza Real a Princesa-viúva de Hohenzollern, Princesa da Baviera